# The Fine Art of Murder
The Fine Art of Murder è il sesto album della band death metal statunitense Malevolent Creation, pubblicato il 27 ottobre 1998 dalla Pavement Music. È il primo album con lo storico cantante Brett Hoffmann dopo il suo abbandono della band nel 1993.

## Tracce
1. To Die is at Hand – 3:38
2. Manic Demise – 3:02
3. Instinct Evolved – 4:43
4. Dissect the Eradicated – 3:15
5. Mass Graves – 6:18
6. The Fine Art of Murder – 5:52
7. Bone Exposed – 3:34
8. Purge – 2:47
9. Fracture – 6:34
10. Rictus Surreal – 4:30
11. Scorn – 3:11
12. Day of Lamentation – 7:04
13. Scattered Flesh – 2:12

## Formazione
- Brett Hoffmann - voce
- Rob Barrett - chitarra
- Phil Fasciana - chitarra
- Gordon Simms - basso
- Dave Culross - batteria